# Йётене (коммуна)
Йётене (швед. Götene kommun) — коммуна в Швеции в лене Вестра-Гёталанд (в исторической провинции Вестеръётланд). Административный центр — Йётене.
Коммуна расположена на южном берегу озера Венерн. По её территории проходит европейский маршрут E20 и автомагистраль № 44.
Площадь коммуны — 407 км², население — 13 092 жителей (2013).
В экономике преобладающую роль играет промышленность. 47 % населения коммуны работает в промышленном производстве.

## Наиболее значительные населённые пункты
- Йётене
- Лундсбрунн
- Хеллечис
- Челльбю
- Хусабю